# Erik Haffner

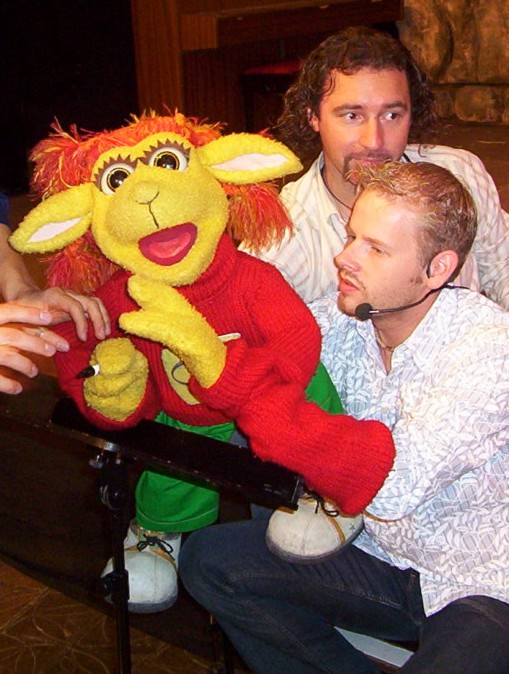
Erik Haffner vorn rechts

Erik Haffner (* 27. Januar 1976 in Kaiserslautern im Stadtteil Erfenbach) ist ein deutscher Regisseur und Autor.

## Leben
Nach der Grundschule in Erfenbach besuchte er von 1986 bis 1995 das Gymnasium am Rittersberg, wo er 1995 sein Abitur ablegte. Danach machte er ein Praktikum als Editor und Kameraassistent bei der Firma Cinevideo. Sein Studium absolvierte er von 1996 bis 1998 bis zum Vordiplom an der Universität Landau im Fach Erziehungswissenschaften mit dem Schwerpunkt Medienpädagogik. 1998 ging er nach München zu der von Tommy Krappweis im selben Jahr gegründeten Produktionsfirma bumm film, wo er bis 2012 als Drehbuchautor, Regisseur und ab 2000 auch als stellvertretender Geschäftsführer arbeitete. Dort entwickelte er Formate für ProSieben, RTL und den KiKA. Seit 2012 ist Haffner freiberuflich tätig. Er führte u. a. Regie bei den Serien Ladykracher, Pastewka, Hubert und Staller und der 2016 und 2017 mit dem Deutschen Comedypreis ausgezeichneten Serie Sketch History.
Neben seiner Arbeit als Regisseur ist Haffner auch als Buchautor tätig. Mit Bernhard Hoëcker und Tobias Zimmermann schrieb er die beiden Bücher Hoëckers Entdeckungen und Lost Places in Deutschland. Im Ullstein Verlag erschienen Ääh ist keine Antwort (2014) und PS.: Der Blitz soll Sie beim Scheissen treffen! (2017), die er beide zusammen mit David Gromer geschrieben hat.

## Filmografie
- 2000: Tolle Sachen
- 2003: Bravo Bernd
- 2003: Drei für Robin Hood
- 2006: Berndivent
- 2006: Die ProSieben Märchenstunde
- 2008: Spiel mir das Lied und du bist tot!
- 2010: C.I.S. – Chaoten im Sondereinsatz
- 2010–2013: Ladykracher
- 2011: Fröhlicher Frühling – mit Wolfgang & Anneliese
- 2012: Switch reloaded
- 2012–2020: Pastewka
- 2015: Bernd das Brot
- 2015: Meuchelbeck
- 2015: Ellerbeck
- 2015–2017: Hubert und Staller
- 2015–2019: Sketch History
- 2020: Frau Jordan stellt gleich
- 2022: Die Geschichte der Menschheit – leicht gekürzt
- 2022: Kurzschluss (Kurzfilm)
- 2024: Alles gelogen